# خوسيه كاسترو
خوسيه كاسترو (بالإسبانية: Pepillo II)‏ (10 يونيو 1934 مليلية إسبانيا - 1 سبتمبر 2003 مليلية إسبانيا) هو لاعب كرة قدم إسباني سابق كان يلعب كمهاجم.

## روابط خارجية
- خوسيه كاسترو على موقع قاعدة بيانات كرة القدم.إي يو (الإنجليزية)
- خوسيه كاسترو على موقع عالم كرة القدم.نت (الإنجليزية)